# Enchantimals
Enchantimals é uma franquia de bonecas lançada em 2017 pela empresa americana de brinquedos Mattel. A linha consiste em personagens híbridos humano-animal e seus animais de estimação, criaturas da floresta que vivem em Everwilde. Foi lançado como um sucessor e spin-off de Monster High e Ever After High. A franquia ainda possui outros produtos que incluem uma web série, quatro livros e um especial de televisão. O desenvolvimento começou no final de 2015, depois do cancelamento de Ever After High. Foi anunciado em 12 de outubro de 2016 e os brinquedos foram lançados em junho de 2017.
No Brasil, o especial e a web série "Enchantimals: Contos de Everwilde" são transmitidas pela televisão no SBT através do Sábado Animado desde o ano de lançamento.
Em Portugal, o especial e a web série foram transmitidas  pela televisão no Canal Panda.

## Personagens

### Protagonistas
| Personagem     | Ego Animal | Animal de Estimação |
| -------------- | ---------- | ------------------- |
| Bree Bunny     | Coelho     | Twist               |
| Danessa Deer   | Cervo      | Sprint              |
| Felicity Fox   | Raposa     | Flick               |
| Patter Peacock | Pavão      | Flap                |
| Sage Skunk     | Gambá      | Caper               |

### Secundários
| Personagem             | Ego Animal         | Animais de Estimação        |
| ---------------------- | ------------------ | --------------------------- |
| Andie Alligator        | Jacaré             | Marshy                      |
| Alessandro Lion        | Leão               | Catch                       |
| Ambrose Unicorn        | Unicórnio          | Climmer                     |
| Baxi Butterfly         | Borboleta          | Wingrid                     |
| Beatrice Bee           | Abelha             | Pollen                      |
| Blyss Bunny            | Coelho             | Oatsy                       |
| Brystal Bunny          | Coelho             | Grace, Scramble e Spring    |
| Bevy Bunny             | Coelho             | Jump                        |
| Bren Bear              | Urso               | Snore e Zia                 |
| Bannon Bear            | Urso               | Bowey                       |
| Braylee Bear           | Urso               | Honey                       |
| Cailey Cow             | Vaca               | Curdle                      |
| Cambrie Cow            | Vaca               | Cheese, Mac e Ricotta       |
| Cameo Crab             | Caranguejo         | Chela e Courtney            |
| Cay Caterpillar        | Lagarta            | Scriggly                    |
| Cherish Cheetah        | Guepardo           | Quick-Quick                 |
| Ciesta Cat             | Gato               | Climber                     |
| Clarita Clownfish      | Peixe-palhaço      | Cackle                      |
| Dara Dragonfly         | Libélula           | Swift                       |
| Dolce Dolphin          | Golfinho           | Largo                       |
| Dinah Duck             | Pato               | Banana, Butter, Corn e Sloh |
| Deanna Dragon          | Dragão             | Roast, Steam e Whisk        |
| Effie Elephant         | Elefante           | Sway                        |
| Ekaterina Elephant     | Elefante           | Antic                       |
| Esmeralda Elephant     | Elefante           | Graceful, Mammoth e Prunie  |
| Fanci Flamingo         | Flamingo           | Swash e Kiba                |
| Fluffy Bunny           | Coelho             | Mop                         |
| Fabrina Fox            | Raposa             | Frisk                       |
| Falon Phoenix          | Fênix              | Sunrise                     |
| Gillian Giraffe        | Girafa             | Pawl                        |
| Griselda Giraffe       | Girafa             | Antenna & Stompah           |
| Gabriela Gazelle       | Gazela             | Racer                       |
| Hedda Hippo            | Hipopótamo         | Lake                        |
| Hixby Hedgehog         | Ouriço             | Pointer                     |
| Haydie Horse           | Cavalo             | Trotter                     |
| Hawna Husky            | Husky              | Whiped Cream                |
| Jessa Jellyfish        | Medusa             | Marisa                      |
| Karina Koala           | Coala              | Dab                         |
| Kamilla Kangaroo       | Canguru            | Joey, Stachel e Tote        |
| Ladelia Ladybug        | Joaninha           | Vine                        |
| Larissa Lemur          | Lêmure             | Ringlet                     |
| Liora Lion             | Leão               | Snazzy                      |
| Lacey Lion             | Leão               | Manesy                      |
| Lluella Llama          | Lhama              | Fleecy                      |
| Lorna Lamb             | Ovelha             | Flag                        |
| Mayla Mouse            | Camundongo         | Fondue                      |
| Merit Monkey           | Macaco             | Compass                     |
| Myka Monkey            | Macaco             | Swing                       |
| Maura Mermaid          | Sereia             | Glide                       |
| Nadie Narwhal          | Narval             | Sword                       |
| Ohana Owl              | Coruja             | Yawn e Kani                 |
| Odele Owl              | Coruja             | Cruise, Patrol e Voyage     |
| Ofelia Ostrich         | Avestruz           | Feathers, Flapper e Rapid   |
| Pawbry Polar Bear      | Urso-polar         | Melt                        |
| Pristina Polar Bear    | Urso-polar         | Diver, Glacier e Paddle     |
| Peeki Parrot           | Papagaio           | Sheeny                      |
| Petya Pig              | Porco              | Streusel e Nisha            |
| Preena Penguin         | Pinguim            | Jayla                       |
| Patterson Penguin      | Pinguim            | Tux                         |
| Prue Panda             | Panda              | Nari                        |
| Peola Pony             | Pônei              | Petite                      |
| Paolina Pegasus        | Pégaso             | Wingley                     |
| Queen Daviana Deer     | Cervo              | Grassy                      |
| Queen Paradise Peacock | Pavão              | Rainbow                     |
| Queen Unity Unicorn    | Unicórnio          | Stepper                     |
| Raelin Raccoon         | Guaxinim           | Pester e Romy               |
| Redward Rooster        | Galo               | Cluck                       |
| Rainey Reindeer        | Rena               | Gallop, Jogger e Marathon   |
| Saffi Swan             | Cisne              | Poise                       |
| Sarely Swan            | Cisne              | Pointe                      |
| Sancha Squirrel        | Esquilo            | Stumper                     |
| Sharlotte Squirrel     | Esquilo            | Walnut                      |
| Sandella Seahorse      | Cavalo-marinho     | Serafina e Kira             |
| Saxon Snail            | Caracol            | Dawdle                      |
| Sela Sloth             | Bicho-preguiça     | Treebody                    |
| Starling Starfish      | Estrela-do-mar     | Idyl e Rypple               |
| Sashay Seal            | Foca               | Bubbler                     |
| Sybill Snow Leopard    | Leopardo-das-neves | Flake                       |
| Tadley Tiger           | Tigre              | Kitty                       |
| Tanzie Tiger           | Tigre              | Tuft                        |
| Tamika Tree Frog       | Rã                 | Burst                       |
| Taylee Turtle          | Tartaruga          | Bounder                     |
| Winsley Wolf           | Lobo               | Trooper                     |
| Zelena Zebra           | Zebra              | Hoofette                    |
| Zadie Zebra            | Zebra              | Ref                         |